# Vrouwen Tweede divisie
De Vrouwen Tweede divisie is de op twee na hoogste competitie in het Nederlandse vrouwenvoetbal. Evenals de Vrouwen Eredivisie en de Vrouwen Eerste divisie valt zij onder de afdeling betaald voetbal van de KNVB.

## Geschiedenis
Met ingang van het seizoen 2025/26 besloot de KNVB de Vrouwen Tweede divisie te introduceren als instapniveau voor nieuwe clubs, waaronder FC Groningen. Het debuutseizoen van de Vrouwen Tweede divisie zal worden gevormd door de ploegen afkomstig uit de Vrouwen Eerste divisie poule B.

## Deelnemende clubs

### Seizoen 2025/26
| FC Groningen       | Groningen   | Groningen     | 1 | 0 |
| Jong ADO Den Haag  | Den Haag    | Zuid-Holland  | 1 | 0 |
| Jong Excelsior     | Rotterdam   | Zuid-Holland  | 1 | 0 |
| Jong Feyenoord     | Rotterdam   | Zuid-Holland  | 1 | 0 |
| Jong sc Heerenveen | Heerenveen  | Friesland     | 1 | 0 |
| Jong PEC Zwolle    | Zwolle      | Overijssel    | 1 | 0 |
| Jong Telstar       | Velsen-Zuid | Noord-Holland | 1 | 0 |

## Overzichtslijsten

### Aantal seizoenen
| Club               | /1 | Periode   |
| ------------------ | -- | --------- |
| FC Groningen       | 01 | 2025–2026 |
| Jong ADO Den Haag  | 01 | 2025–2026 |
| Jong Excelsior     | 01 | 2025–2026 |
| Jong Feyenoord     | 01 | 2025–2026 |
| Jong sc Heerenveen | 01 | 2025–2026 |
| Jong PEC Zwolle    | 01 | 2025–2026 |
| Jong Telstar       | 01 | 2025–2026 |